# Лангдон-Плейс (Кентуккі)
Лангдон-Плейс (англ. Langdon Place) — місто (англ. city) в США, в окрузі Джефферсон штату Кентуккі. Населення — 870 осіб (2020).

## Географія
Лангдон-Плейс розташований за координатами 38°17′15″ пн. ш. 85°35′6″ зх. д. / 38.28750° пн. ш. 85.58500° зх. д. (38.287501, -85.584941).  За даними Бюро перепису населення США в 2010 році місто мало площу 0,48 км², з яких 0,48 км² — суходіл та 0,00 км² — водойми.

## Демографія
Згідно з переписом 2010 року, у місті мешкало 936 осіб у 352 домогосподарствах у складі 267 родин. Густота населення становила 1968 осіб/км².  Було 366 помешкань (769/км²).
Расовий склад населення:
| - 79,4 % — білих - 11,1 % — чорних або афроамериканців - 5,4 % — азіатів - 0,5 % — корінних американців - 1,3 % — осіб інших рас |

До двох чи більше рас належало 2,2 %. Частка іспаномовних становила 4,9 % від усіх жителів.
За віковим діапазоном населення розподілялося таким чином: 21,9 % — особи молодші 18 років, 66,2 % — особи у віці 18—64 років, 11,9 % — особи у віці 65 років та старші. Медіана віку мешканця становила 41,8 року. На 100 осіб жіночої статі у місті припадало 92,2 чоловіків;  на 100 жінок у віці від 18 років та старших — 98,6 чоловіків також старших 18 років.
Середній дохід на одне домашнє господарство  становив 95 481 долар США (медіана — 91 250), а середній дохід на одну сім'ю — 108 215 доларів (медіана — 109 625). Медіана доходів становила 63 500 доларів для чоловіків та 50 000 доларів для жінок. За межею бідності перебувало 4,5 % осіб, у тому числі 3,5 % дітей у віці до 18 років та 1,6 % осіб у віці 65 років та старших.
Цивільне працевлаштоване населення становило 518 осіб. Основні галузі зайнятості: освіта, охорона здоров'я та соціальна допомога — 26,6 %, науковці, спеціалісти, менеджери — 12,5 %, фінанси, страхування та нерухомість — 11,2 %.